# فوشانة
فوشانة هي إحدى مدن الجمهورية التونسية، تقع 10 كم جنوب تونس العاصمة في ولاية بن عروس. بلغ عدد سكانها 74,868 نسمة حسب تعداد العام 2014.
وهي مدينة صناعية هامة تحتوي ثلاث مناطق صناعية (1، 2، 3). في معتمدية فوشانة وهي المركز الإداري، تشكل وظائف القطاع الصناعي نصف عدد الوظائف الإجمالي. ويوجد في مدينة فوشانة أكبر منطقة صناعية مصنفة من أكبر المناطق في افريقيا.